# 姫川麗
姫川 麗（ひめかわ れい、女性、1982年12月14日（公称） - ）は、日本のAV女優である。旧芸名長谷川まりあ。

## 略歴
- 2003年 - AVデビュー。

## 作品

### アダルトビデオ
- ハメる 姫川麗（8月1日、ワンズファクトリー）
- AQUA SEX 2 〜南の島でまたまた水中ファック!〜（10月24日、V&Rプランニング）
- AQUA SEX 3 〜南の島でサバイバルFUCK!〜（12月21日、V&Rプランニング）
- 穴あきピタパン（12月19日、アロマ企画）

- 男一代騎乗位バカ50人が選ぶ!魁!! 騎乗位王座決定戦（1月22日、SODクリエイト）
- 集団痴女子高生（ハート）チ○ポいじくり学園（3月4日、SODクリエイト）
- AVW FUCK DOWN!　最後の性戦（3月5日、メセナ・エンタテインメント（オブテイン・フューチャー）
- セーラー女王様とM男（5月1日、ワンズファクトリー）
- おレズのキャバ道（5月4日、ディープス）
- eRAW（6月4日、オブテイン・フューチャー）
- eRAW スペシャルDVD-BOX（6月4日、オブテイン・フューチャー）
- 「チ○ポを見たがる女100人のちんちん研究」から飛び出した、超チ○ポ好き7人が「超高級ピンサロ店」をオープンしました!（7月22日、SODクリエイト）
- 全裸和太鼓（7月22日、SODクリエイト）
- 裏全裸和太鼓（7月22日、SODクリエイト）
- M[エム] 美形巨乳若妻に中出し!（9月3日、タカラ映像）
- 挑発オナニー【コスプレ編】 完全コスプレオナニスト仕様!ヴァーチャル視姦（9月10日、ジャネス）
- ボディコン先生 ［着エロ猥褻レッスン］（11月3日、ドリームチケット）
- ペニバン逆アナル 3（11月4日、ナチュラルハイ）
- 巨乳女狩り 9 （11月19日、クリスタル映像）
- B.B ボイン ボム!! 04（11月19日、シャイ企画）
- THE巨乳風俗嬢 ［癒しのボインマッサージ］（12月1日、ドリームチケット）

- レズ攻撃…レズ反撃!! AV業界の女番長・姫川麗やられる…（1月6日、アイエナジー）
- 超高級○本まな板SEXショー（1月6日、SODクリエイト）
- LUSH 麗 HIME　（1月15日、オーロラプロジェクト）
- 変態爆乳（3月17日、隼エージェンシー）
- セレブ妻中出し 6人のザーメン中出し淫乱妻（3月17日、隼エージェンシー）
- Yeah！巨乳マニア 2（3月21日、アリーナ・エンターテインメント）
- チンポを見ちゃった女たち グラビアアイドルがAV現場にお邪魔しちゃいました! 1（4月1日、MOODYZ）
- OVER DRIVE（4月15日、スタイルアート（MOODYZ）
- コインランドリーの女（5月27日、デジタルバンク）
- これが噂の痙攣薬漬けレズヴァージョンvol.4（6月4日、ナチュラルハイ）
- 自腹総取り100万円！暇つぶしゲーム（6月16日、ナチュラルハイ）
- 90分連射!フェコキズリ 2（6月21日、アリーナエンターテインメント）
- さいとう真央が痴女行為に目覚めちゃったビデオ（7月7日、ナチュラルハイ）
- レズ攻撃…レズ反撃!!2（7月7日、アイエナジー）
- 爆乳300cm中出し（7月13日、カルマ）
- 爆乳Style（7月19日、Heart of Glass）
- 人気AV女優がマジ友達にバレずに合コンSEX（7月20日、ホットエンターテイメント）
- W痴女M男玉砕（8月2日、プレステージ）
- 姫川麗の表に出せないビデオ（8月17日、エイチ・エス映像）
- 電マ攻撃　（8月18日、アイエナジー）
- バイト先の集団痴女に人気コスチュームを着たまま店内でいじめに遭ってみませんか?（8月19日、エロチカ（レンタル）/アリスJAPAN（セル））
- 6人の痴女家庭教師（9月16日、デジタルバンク）西村あみ、若月樹里も出演
- 卑肉の烙印（9月29日、アヴァ）
- やっぱ!中出しでしょ　3　10人の中出し姫（10月13日、隼エージェンシー）
- ボクの新妻は巨乳で裸エプロンでメガネっ娘#09（10月14日、ゴーゴーズ）
- SOD的 人生は波乱万丈だ!ゲーム 3（11月17日、SODクリエイト）
- リアル・スペクタクル 9（11月18日、オブテイン・フューチャー）

- Fetish Lesbian 姫川麗＆愛内萌（1月10日、ドリームクリエイト）
- 撮影終了後のエロス!!制作者しか知らない舞台裏のハレンチ（1月13日、ビッグモーカル）
- 巨乳愛好家（1月14日、ガッツ）
- 女優が素人娘に逆戻り企画　本気で怖くて超スケベなお化け屋敷（2月4日、SODクリエイト）
- THE 痴女家庭教師 4（2月10日、メディアバンク）
- ヌギヌギダンス（3月15日、ジャネス）
- レズ攻撃…レズ反撃3 ヤられたら，ヤり返す!! 女VS女の陰湿レズレイプ（3月16日、アイエナジー）
- 無敵の痴女!（3月19日、クロス）
- 行列のできる全裸SEX教団（3月31日、VIP）
- レズっこペニバンアナルマニア（4月19日、クロス）
- 淫乱感染痴女病棟（5月1日、MOODYZ）
- ボディコンダンス痴女（5月19日、スタイルアート）
- ジュリアナ・ダンス SCENE1（5月19日、スタイルアート）
- 働く女 営業部編（7月11日、クリエーションドリーム）
- ハレンチ刑事（7月27日、PIRATES）
- 爆乳W女教師 青山遥×姫川麗（8月25日、デジMAX）
- レズセクハラ vol.1　女同士でムラムラしちゃう日常の（痴）シチュエーション（9月7日、V&Rプロダクツ）
- 巨乳ビキニ★DANCE（9月15日、ジャネス）
- 憧れのヒロイン達におちんちんがはえてふたなりセックス。（10月19日、クロス）
- 巨乳ぷるぷるべチョヌルでレズダンス（12月9日、ラハイナ東海）

- MOODYZ 完全撮り下ろし8時間SPECIAL（2月13日、MOODYZ）

## 著書
- 脱ぐしか選択肢のなかった私。（2006年6月30日発売、英知出版、ISBN 4-7542-2067-6）